# BBC Radiophonic Workshop

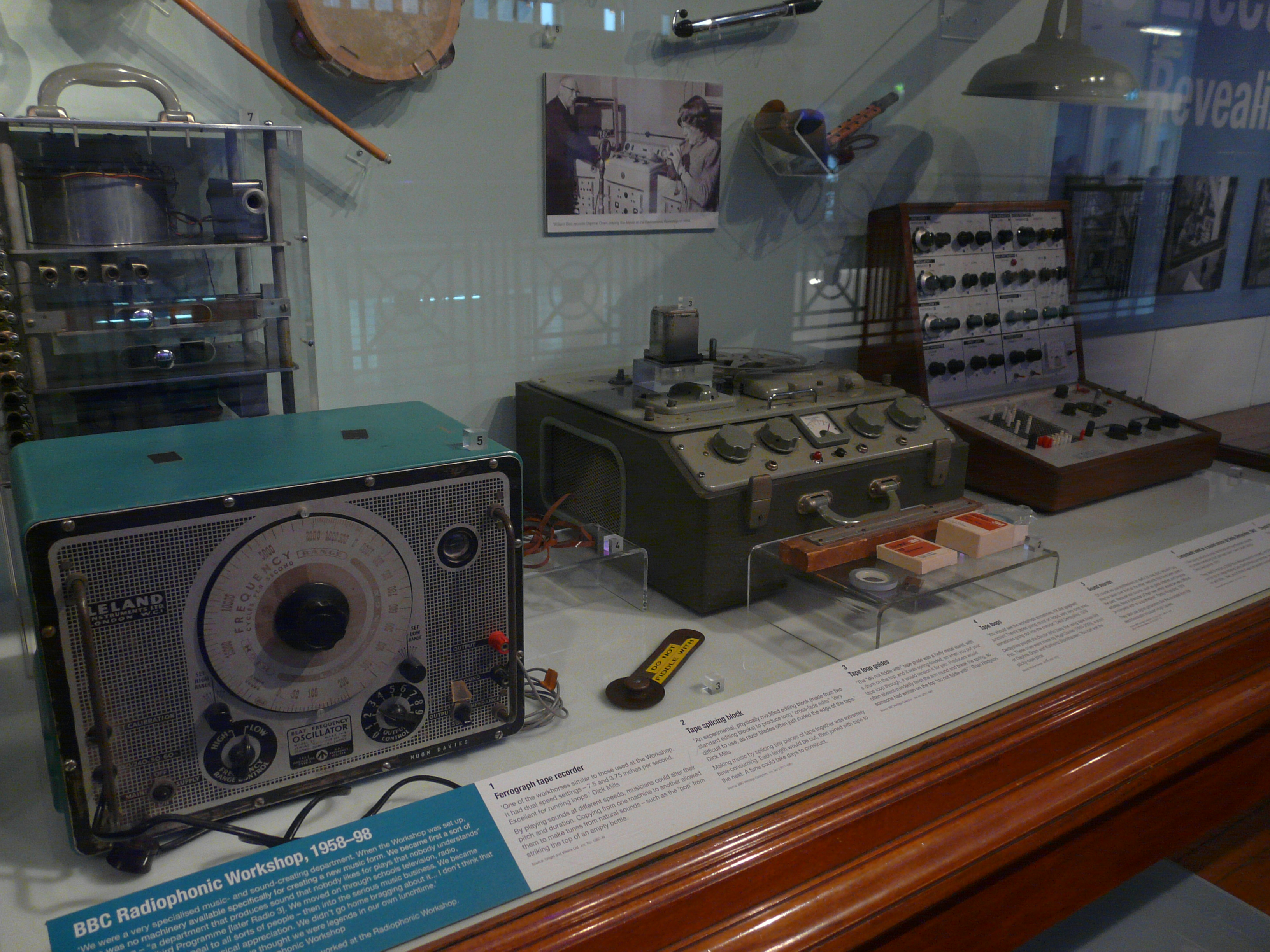
Apparecchiature utilizzate dal BBC Radiophonic Workshop esposte al Museo della scienza (2013)

Il BBC Radiophonic Workshop era una delle unità di effetti sonori della BBC  specializzata nella produzione di musiche di scena e insonorizzazioni per la radio e la televisione.

## Storia
Il BBC Radiophonic Workshop fu aperto per soddisfare la crescente domanda di effetti sonori "radiofonici" nel mese di aprile 1958 e occupava due stanze dei Maida Vale Studios della BBC a Maida Vale (Londra) I fondatori del Radiophonic Workshop furono un gruppo di produttori e direttori di studio della BBC, tra cui Desmond Briscoe, Donald McWhinnie e Frederick Bradnum e Daphne Oram. Quest'ultima, che abbandonerà presto gli studi per poter avere maggiore autonomia compositiva, scrisse le prime composizioni realizzate all'interno del Radiophonic Workshop, ovvero The Heritage e The Ocean. Sempre alla compositrice è attribuito Amphitryon 38 (1958), il primo brano interamente elettronico presentato dalla televisione della BBC. A partire dagli anni sessanta, l'unità diverrà nota per il suo lavoro sperimentale e pionieristico nell'ambito della musica elettronica e nella tecnologia musicale, così come per le sue note partiture per serie televisive e radiofoniche del periodo, fra cui il tema cardine della serie Doctor Who, composizione per oscillatori di Ron Grainer eseguita da Delia Derbyshire, e le insonorizzazioni di Quatermass and the Pit. Sempre alla Derbyshire viene attribuita Blue Veils and Golden Sands, celebre composizione utilizzata per il documentario della BBC The World About Us (1967) e nel serial Inferno (1970) della settima stagione di Doctor Who. Il BBC Radiohonic Workshop contava sulla presenza di numerosi collaboratori fra cui Paddy Kingsland, Peter Howell e Roger Limb. Il BBC Radiophonic Workshop fu chiuso nel marzo 1998.